# Gavião-gato-do-nordeste
Milhafre-nordestino ou gavião-gato-do-nordeste (nome científico: Leptodon forbesi), também conhecido como gavião-de-pescoço-branco, é uma espécie de ave da família Accipitridae. A espécie foi considerada por muito tempo como uma variação do gavião-de-cabeça-cinza jovem, Leptodon cayanensis, até que Swann (1922) a descreveu como uma forma independente. Era conhecida originalmente pelo único espécime-tipo, coletado em 1880 e depositado na coleção do Museu de História Natural de Londres, Tring (BMNH), procedente de Pernambuco, no Brasil.
Posteriormente, um macho e uma fêmea adultos e uma fêmea subadulta foram coletados em Alagoas e depositados no Museu Nacional do Rio de Janeiro (Teixeira et al. 1987a,b, Ferguson-Lees e Christie 2001). Alguns autores consideram a possibilidade de ser apenas uma variação do L. cayanensis (Sick, 1997, Mallet-Rodrigues 2005), mas a espécie foi reconhecida pelo Comitê Brasileiro de Registros Ornitológicos (CBRO 2006) como um táxon independente.

## Taxonomia
Seu epíteto específico, forbesi, é uma homenagem ao zoólogo inglês William Alexander Forbes.

## Descrição
A ave mede cerca de 50 cm de comprimento. O adulto tem uma cabeça cinzenta com um colarinho branco, dorso escuro e ventre claro. Seu rabo é cinza com penas pretas e pontas esbranquiçadas.

## Alimentação
A dieta desse gavião é variada, composta por larvas de insetos e insetos adultos como vespas, formigas, besouros e gafanhotos, além de ovos de aves e pequenos invertebrados, como moluscos, e  ainda pode capturar com agilidade insetos em voo e até cobras e pequenos lagartos.

## Hábitos
Possui hábitos diurnos, permanecendo a maior parte do tempo próximo do mar e em montanhas.

## Distribuição geográfica
O gavião-gato-do-nordeste é endêmico da região nordeste do Brasil, sendo encontrado apenas nos estados de Alagoas, Paraíba, Pernambuco, Rio Grande do Norte e Sergipe.

## Conservação
Este gavião, pelo fato de ser endêmico e pela escassez de informações, sendo raro, está ameaçado de extinção, constando na categoria "em perigo" na lista da Birdlife International (2004). Na última lista de espécies em extinção do Ministério do Meio Ambiente (2014) este gavião este gavião está classificado na categoria “em perigo”,
devido ao desmatamento maciço de seu habitat, a região costeira de Pernambuco e Alagoas. A população atual é estimada em 50 exemplares.